# Лави (кибуц)
Лави (ивр. לָבִיא‎) — кибуц, расположенный в Северном округе Израиля. Относится к региональному совету Нижняя Галилея (в окрестностях Тверии). Принадлежит религиозному движению Ха-Поэль ха-Мизрахи. Специализация — сельское хозяйство.

## История
Своим именем кибуц обязан древнему постоялому двору Пундека де-Лувия, которое упоминается в Мишне и Талмуде, существовавшем на караванном пути между Тверией и Циппори.
От древнего поселения сохранились склепы, пещерные захоронения, остатки строений, а также две средневековые рифмованные надписи на арабском языке.
Восточнее Лави находится гора Карней Хиттин (Рога Хаттина), под которой Саладин нанес поражение крестоносцам в 1187 году. На северном склоне горы находится святыня друзов — гробница пророка Шуайба.
До 1948 года на месте кибуца находилось арабское село Лубия. В том же году сформировалась группа основателей Лави из членов религиозного движения Брит халуцим датиим (около 10 000 человек), прибывших в основном из Англии. Основной частью участников были дети, вывезенные из Германии в Англию в 30-х годах XX века в рамках операции «Киндертранспорт» после событий, известных под названием Хрустальная ночь. В первые годы своего существования движение собирало деньги для кибуца в Великобритании. Также Великобритания предоставляла сельскохозяйственную и образовательную подготовку членам религиозного движения Бней Акива в графстве Эссекс. Лави был единственным кибуцем, где дети жили дома, в отличие от детских кварталов, где были размещены дети других кибуцев, где они же питались и спали. Среди учредителей кибуца был будущий израильский дипломат и британский иммигрант Иегуда Авнер.
Решение по урегулированию ситуации в этой области в 1948 году было политически мотивированным. Первый премьер-министр Израиля Давид Бен-Гурион заявил, что арабское население отказалось от деревни Лубии, быстро завоевав еврейское поселение недалеко от стратегически важного перекрестка Голани[уточнить]. Поселенцы здесь, однако, в первые годы сталкивались с нехваткой воды, которую должны были импортировать в танкерах. Это нашло своё отражение в экономической ситуации в кибуце, в котором развито сельское хозяйство.
В 1948 году был воздвигнут памятник павшим.
В 1949 году кибуц занял земли оставленной арабами Лубии, которая служила базой арабских отрядов во время беспорядков 1936—1939 годах и во время арабо-израильской войны 1947—1949 годов.

## География
Средняя высота, на которой расположен кибуц — 310 метров над уровнем моря. Площадь Лави составляет около 12 км².
Кибуц расположен на равнинах в Нижней Галилее, недалеко от места, где эти равнины начинают резко наклоняться на восток, к берегам озера Кинерет. К юго-востоку также начинается местность склона в долину Бикат Джавниль, где недалеко от деревни протекают вади Нахаль Совав и Нахаль Джавниль. На севере, вокруг деревни, расположена равнина Хар Нимра. К западу от долины начинается долина Бикат Туран.
Кибуц находится примерно в 10 километрах к западу от центра Тверии, примерно в 100 километрах к северо-востоку от центра Тель-Авива и в около 42 километрах к востоку от города Хайфы.
Через Лави проходит израильское шоссе 77, которое соединяет агломерацию Хайфа с Галилейским морем. На юго-востоке село находится в окружении большой промышленной зоны Нижней Галилеи.

## Экономика
В кибуце развиты основные отрасли сельского хозяйства: полеводство, овощеводство, фруктовое садоводство, молочное животноводство, птицеводство. В Лави существует уникальное производство мебели для синагог и отелей, в основном для нужд православной общины. Также в кибуце развит туризм.
В кибуце находится начальная государственно-религиозная начальная школа. Её посещают дети из соседних поселений.
Дети среднего и старшего школьного возраста посещают школу «Шахед», которая находится в Сде Элиягу.
Также в кибуце находится учебно-воспитательный религиозный сельскохозяйственный пансион «Ходайот» (основан в 1950 году; около 150 воспитанников).
В Лави существуют также центр здоровья, бассейн, спортивные сооружения.

## Население
По данным Центрального статистического бюро Израиля, население на начало 2020 года составляло 627 человек.
Население кибуца Лави в основном религиозное. По данным 2009 года подавляющее большинство населения Лави составляют евреи (в том числе неарабский народ еврейского происхождения, но без формальной принадлежности к еврейской религии). В 6 километрах к западу и юго-западу от Лави — район проживания израильских арабов (агломерация Назарет и арабские поселения в Бейт Нетофа). Примерно в 7 километрах к югу от Лави город Кфар-Кама населяют израильские черкесы.
В течение 2009 года численность населения сократилась на 9,9 %.
| Год                | 1961 | 1972 | 1983 | 1995 | 2001 | 2003 | 2004 | 2005 | 2006 | 2007 | 2008 | 2009 |
| ------------------ | ---- | ---- | ---- | ---- | ---- | ---- | ---- | ---- | ---- | ---- | ---- | ---- |
| Количество жителей | 320  | 447  | 690  | 613  | 631  | 646  | 671  | 671  | 670  | 665  | 679  | 612  |